# 富永裕美
富永 裕美（とみなが ひろみ、2月16日 - ）は、日本の漫画家。徳島県出身。東京都在住。血液型はA型。
1981年、マンガスクール金賞を受賞した「カムデンやさぐれキッズ」が『週刊少女フレンド』（講談社）に掲載されデビュー。以後、同誌に学園を舞台としたラブコメディー作品を掲載。その後、活動の場を『BE・LOVE』（講談社）などに移し、大人の女性向け作品を発表。
1990年代前半から、漫画家の石井まゆみ、谷地恵美子と交流があり、家が隣同士で共に散歩や旅行に出かけるなど親交が厚い。

## 作品一覧
- 今日のサービス
- 今日のさーびす&フランビー☆
- 恋せよTACO
- オーペア物語
- 俊助にくびったけ
- あBない同盟
- ベルベット ガール
- 純情ブリキCan
- ぴーかんゲリラ
- うちの子なんびき?
- Hipにロリポップ
- 16バージンロード
- 笑わすオトコ
- SO WHAT?-それがどーした?
- とろけるチーズ
- カラダはハチミツ
- バージン・ウォーズ
- ふらちなミルク
- トライアングル・ドア
- ふらちなミルク
- ケダモノだもの
- よりどりミドリ
- 阿波ジェネレーション
- 死んじゃうキッス
- バージンロードは札束で
- 眠れぬ森の女たち
- もっとないてよマイディア
- 倫敦宿愚連若衆艶姿
- 天誅上等!! -金時坂マンション裏組合-